# Kaarina Willberg
Kaarina Willberg was een schaatsster uit Finland.

## Resultaten

### Wereldkampioenschappen
| Jaar | Jaar     | Plaats  | Resultaten  | Resultaten                             |
| ---- | -------- | ------- | ----------- | -------------------------------------- |
| 1939 | Allround | Tampere | 4e Allround | 6e 500 m 5e 1000 m 7e 3000 m 6e 5000 m |

### Finse kampioenschappen
| Jaar | Resultaten | Resultaten                             |
| ---- | ---------- | -------------------------------------- |
| 1941 | Allround   | 3e 500 m 3e 1000 m 3e 3000 m 3e 5000 m |

## Persoonlijke records
| Afstand    | Tijd     | Datum            | Baan     |
| ---------- | -------- | ---------------- | -------- |
| 500 meter  | 59,50    | 15 februari 1941 | Helsinki |
| 1000 meter | 2.01,50  | 15 februari 1941 | Helsinki |
| 3000 meter | 6.33,40  | 15 februari 1941 | Helsinki |
| 5000 meter | 11.18,40 | 15 februari 1941 | Helsinki |